# The Faces
The Faces, de fapt Faces, au fost o trupă rock 'n' roll formată în 1969 din membrii care au mai rămas din Small Faces după ce Steve Marriott a plecat să formeze Humble Pie cu Peter Frampton (ex The Herd) și Greg Ridley (ex Spooky Tooth).
Ron Wood  la (chitară) și Rod Stewart (vocal) (ambii de la The Jeff Beck Group) s-au alăturat foștilor membrii ai formației Small Faces Ronnie Lane (bas), Ian McLagan (clape) și Kenney Jones, (baterie). După câțiva ani Stewart a început o carieră solo iar Wood s-a dus la The Rolling Stones în 1975.

## Albume
- First Step (1970)
- Long Player (1971)
- A Nod Is As Good As a Wink... to a Blind Horse (1971)
- Ooh La La (1973)

### Single-uri
- "Flying" / "Three Button Hand Me Down" (1970)
- "Wicked Messager" / (1970)
- "Had Me A Real Good Time" / "Rear Wheel Skid" (1970)
- "Maybe I'm Amazed" / "Oh Lord, I'm Browned Off" (1971)
- "Stay With Me" / "You're So Rude" (1971)
- "Cindy Incidentally" / "Skewiff (Mend the Fuse)" (1973)
- "Ooh La La" / "Borstal Boys" (1973)
- "Oh! No Not My Baby" / "Jodie" (1973)
- "Pool Hall Richard" / "I Wish It Would Rain" (1973)
- "You Can Make Me Dance, Sing Or Anything" / "As Long As You Tell Him" (1974)
- Faces (EP) (1977)